# 东北杨
东北杨 （学名：Populus girinensis） 为杨柳科杨属的植物，为中国的特有植物。分布在中国大陆的吉林、黑龙江等地，生长于海拔300米的地区，目前尚未由人工引种栽培。

## 异名
- Populus girinensis Skv. var. ivaschkevitchii Skv.